# Pachyolpium isolatum
Pachyolpium isolatum es una especie de arácnido del orden Pseudoscorpionida de la familia Olpiidae.

## Distribución geográfica
Se encuentra en Panamá y Jamaica.